# Overhalla
Overhalla là một đô thị ở hạt Trøndelag, Na Uy. Đô thị này thuộc vùng Namdalen. Trung tâm hành chính của đô thị này là làng Overhalla.
Overhalla đã được lập thành một đô thị ngày 1 tháng 1 năm 1838 (xem formannskapsdistrikt). Đô thị Sævik đã được sáp nhập với Overhalla vào ngày 1 tháng 1 năm 1846. Thị trấn Namsos đã được tách khỏi Overhalla năm 1855. Năm 1860, khu vực Sævik đã được tách khỏi Overhalla để lập đô thị riêng Namsos herred.
Dân số chủ yếu tâkp trung tại thung lũng sông Namsen at the center.